# Wilhelmine von Plüskow
Wilhelmine von Plüskow, född 1793 i Eckernförde, död 1872 i Bamberg, var en grekisk hovfunktionär.
Hon var första hovdam åt Greklands drottning Amalia av Oldenburg 1839–1862. Hon följde Amalia från Tyskland till Grekland när Grekland blev en självständig monarki och överordnad hovdam när det första grekiska kungahovet organiserades. Hon blev omtalad i Grekland på grund av det stora inflytande hon ryktades ha över kungaparet, särskilt i frågor om Österrike. På grund av detta rykte uppges hon ha varit den enda person i ressällskapet som utsattes för burop från folkmassan när kungaparet lämnade landet efter att kungen avsattes 1862. Hon fortsatte sin anställning hos Amalia även under dennas exil i Bayern.  